# Christos Stilianidis
Christos Stilianidis, gr. Χρήστος Στυλιανίδης (ur. 26 czerwca 1958 w Nikozji) – cypryjski i grecki polityk i stomatolog, deputowany do Izby Reprezentantów oraz Parlamentu Hellenów, rzecznik prasowy cypryjskiego rządu, poseł do Parlamentu Europejskiego VIII kadencji, członek Komisji Europejskiej (2014–2019), w latach 2021–2023 i 2023–2025 minister w greckim rządzie.

## Życiorys
Absolwent chirurgii dentystycznej na Uniwersytecie Arystotelesa w Salonikach. Kształcił się następnie w zakresie nauk politycznych i stosunków międzynarodowych m.in. w John F. Kennedy School of Government na Harvard University.
W latach 1998–1999 był rzecznikiem prasowym rządu prezydenta Glafkosa Kliridisa. Zaangażował się w działalność centroprawicowego Zgromadzenia Demokratycznego, w 2006 wchodząc w skład biura wykonawczego tej partii. Był m.in. komisarzem tego ugrupowania ds. stosunków europejskich. W 2006 i 2011 był wybierany do Izby Reprezentantów. W 2013 objął urząd rzecznika prasowego rządu prezydenta Nikosa Anastasiadisa.
W wyborach w 2014 Christos Stilianidis z ramienia swojego ugrupowania uzyskał mandat eurodeputowanego VIII kadencji. W tym samym roku uzyskał nominację (od 1 listopada 2014) na urząd komisarza ds. pomocy humanitarnej i zarządzania kryzysowego w Komisji Europejskiej, na czele której stanął Jean-Claude Juncker. Zakończył urzędowanie wraz z całą KE w 2019. Pozostał zawodowo związany z organami UE, w maju 2021 powołany na specjalnego przedstawiciela Unii Europejskiej do spraw wolności wyznania.
We wrześniu 2021 otrzymał greckie obywatelstwo. Dołączył w tym samym miesiącu do rządu Kiriakosa Mitsotakisa, stając na czele nowo utworzonego ministerstwa do spraw kryzysu klimatycznego i obrony cywilnej. Związał się również z partia premiera – Nową Demokracją. Funkcję ministra sprawował do maja 2023, wcześniej w tym samym miesiącu został wybrany do greckiego parlamentu (reelekcja w czerwcu 2023). We wrześniu 2023 wszedł w skład drugiego gabinetu lidera ND, obejmując w nim stanowisko ministra do spraw wysp i żeglugi. Zakończył urzędowanie w marcu 2025.